# Championnats de Bulgarie de cyclisme sur route
Les championnats de Bulgarie de cyclisme sur route sont organisés tous les ans.

## Hommes

### Podiums de la course en ligne
| Année | Vainqueur              | Deuxième               | Troisième             |
| ----- | ---------------------- | ---------------------- | --------------------- |
| 2000  | Dimitar Gospodinov     | Gueorgui Koev          | Petar Vankov          |
| 2001  | Gueorgui Koev          | Vladimir Koev          | Danail Petrov         |
| 2002  | Ivaïlo Gabrovski       |                        |                       |
| 2003  | Daniel Petrov          | Ivaïlo Gabrovski       | Svetoslav Tchanliev   |
| 2004  | Plamen Stoyanov        | Svetoslav Tchanliev    | Danail Petrov         |
| 2005  | Ivaïlo Gabrovski       | Daniel Petrov          | Svetoslav Tchanliev   |
| 2006  | Ivaïlo Gabrovski       | Danail Petrov          | Pavel Shumanov        |
| 2007  | Ivaïlo Gabrovski       | Radoslav Konstantinov  | Evgeni Gerganov       |
| 2008  | Georgi Georgiev Petrov | Stefan Hristov         | Svetoslav Tchanliev   |
| 2009  | Ivaïlo Gabrovski       | Vladimir Koev          | Spas Gyurov           |
| 2010  | Danail Petrov          | Vladimir Koev          | Nikolay Mihaylov      |
| 2011  | Danail Petrov          | Vladimir Koev          | Nikolay Mihaylov      |
| 2012  | Danail Petrov          | Georgi Georgiev Petrov | Petar Panayotov       |
| 2013  | Danail Petrov          | Georgi Georgiev Petrov | Spas Gyurov           |
| 2014  | Nikolay Mihaylov       | Georgi Georgiev Petrov | Stanimir Cholakov     |
| 2015  | Nikolay Mihaylov       | Stefan Hristov         | Radoslav Konstantinov |
| 2016  | Georgi Georgiev Petrov | Radoslav Konstantinov  | Velizar Furlanski     |
| 2017  | Nikolay Mihaylov       | Radoslav Konstantinov  | Aleksandar Aleksiev   |
| 2018  | Nikolay Mihaylov       | Radoslav Konstantinov  | Stefan Hristov        |
| 2019  | Non disputé            |                        |                       |
| 2020  | Teodor Rusev           | Mario Suchev           | Lachezar Angelov      |
| 2021  | Spas Gyurov            | Martin Papanov         | Preslav Balabanov     |
| 2022  | Martin Papanov         | Vladimir Koev          | Tsvetan Ivanov        |
| 2023  | Yordan Andreev         | Yordan Petrov          | Preslav Balabanov     |
| 2024  | Georgi Lumparov        | Borislav Ivanov        | Emil Stoynev          |
| 2025  | Borislav Palashev      | Emil Stoynev           | Gabriel Grozev        |

Multi-titrés
- 5 : Ivaïlo Gabrovski

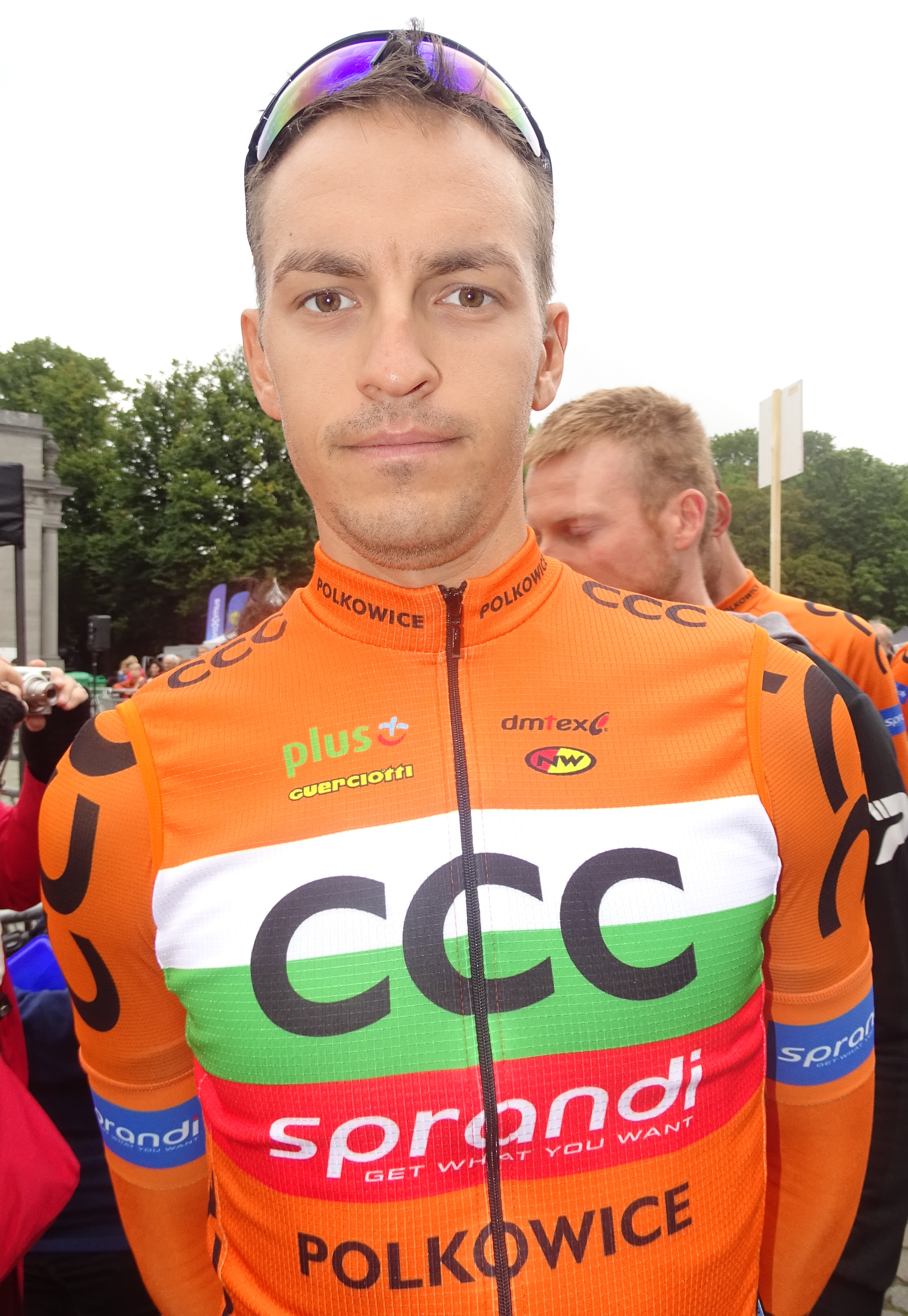
Nikolay Mihaylov, champion national de Bulgarie, lors du départ de la Brussels Cycling Classic 2015

- 4 : Danail Petrov, Nikolay Mihaylov
- 2 : Georgi Georgiev Petrov

### Podiums du contre-la-montre
| Année | Vainqueur             | Deuxième              | Troisième             |
| ----- | --------------------- | --------------------- | --------------------- |
| 2000  | Dimitar Gospodinov    | Ivan Markov           | Svetoslav Tchanliev   |
| 2001  | Ivaïlo Gabrovski      | Gueorgui Koev         | Gueorgi Gueorguiev    |
| 2002  | ?                     |                       |                       |
| 2003  | Ivaïlo Gabrovski      | Krassimir Dimitov     | Svetoslav Tchanliev   |
| 2004  | Ivaïlo Gabrovski      | Atanas Kostov         | Evgeni Gerganov       |
| 2005  | Ivaïlo Gabrovski      | Atanas Kostov         | Pavel Shumanov        |
| 2006  | Ivaïlo Gabrovski      | Pavel Shumanov        | Vladimir Koev         |
| 2007  | Ivaïlo Gabrovski      | Evgeni Gerganov       | Pavel Shumanov        |
| 2008  | Ivaïlo Gabrovski      | Bogdan Stoytchev      | Evgeni Gerganov       |
| 2009  | Pavel Shumanov        | Hristomir Angelov     | Ivaïlo Gabrovski      |
| 2010  | Vladimir Koev         | Pavel Shumanov        | Yovcho Yovchev        |
| 2011  | Nikolay Mihaylov      | Vladimir Koev         | Stanislav Zaraliev    |
| 2012  | Nikolay Mihaylov      | Spas Gyurov           | Evgeni Gerganov       |
| 2013  | Spas Gyurov           | Evgeni Gerganov       | Nikolay Mihaylov      |
| 2014  | Stefan Hristov        | Borislav Ivanov       | Stanimir Cholakov     |
| 2015  | Nikolay Mihaylov      | Radoslav Konstantinov | Borislav Ivanov       |
| 2016  | Aleksandar Aleksiev   | Nikolay Mihaylov      | Radoslav Konstantinov |
| 2017  | Radoslav Konstantinov | Aleksandar Aleksiev   | Bogdan Stoychev       |
| 2018  | Radoslav Konstantinov | Bogdan Stoychev       | Stefan Hristov        |
| 2019  | Non disputé           |                       |                       |
| 2020  | Spas Gyurov           | Teodor Rusev          | Mario Suchev          |
| 2021  | Spas Gyurov           | Nikolay Genov         | Teodor Rusev          |
| 2022  | Nikolay Genov         | Tsvetan Ivanov        | Martin Papanov        |
| 2023  | Martin Papanov        | Nikolay Genov         | Borislav Ivanov       |
| 2024  | Emil Stoynev          | Martin Papanov        | Georgi Lumparov       |
| 2025  | Emil Stoynev          | Yordan Petrov         | Martin Popov          |

Multi-titrés
- 7 : Ivaïlo Gabrovski
- 3 : Spas Gyurov, Nikolay Mihaylov
- 2 : Emil Stoynev, Radoslav Konstantinov

## Espoirs Hommes

### Podiums de la course en ligne
| Année | Vainqueur           | Deuxième               | Troisième               |
| ----- | ------------------- | ---------------------- | ----------------------- |
| 2006  | Stefan Kushlev      | Georgi Georgiev Petrov | Stefan Hristov          |
| 2007  | Spas Gyurov         | Petar Panayotov        | Martin Grashev          |
| 2011  | Borislav Ivanov     | Radostin Yordanov      | Valentin Stoenchev      |
| 2012  | Aleksandar Aleksiev | Radostin Yordanov      | Valentin Stoenchev      |
| 2013  | Aleksandar Aleksiev | Stanimir Cholakov      | Nikolay Ivanov          |
| 2014  | Aleksandar Aleksiev | Nako Georgiev          | Velizar Furlanski       |
| 2015  | Nako Georgiev       | Velizar Furlanski      | Yordan Andreev          |
| 2016  | Velizar Furlanski   | Ivan Azhi              | Nikolay Genov           |
| 2018  | Nikolay Genov       | Mihail Mihailov        | Ivan Azhi               |
| 2019  | Non disputé         |                        |                         |
| 2020  | Tsvetan Ivanov      | Martin Papanov         | Preslav Balabanov       |
| 2021  | Martin Papanov      | Preslav Balabanov      | Lyubomir Ilchev         |
| 2022  | Gabriel Grozev      | Stefan Georgiev        | Yordan Petrov           |
| 2023  | Yordan Petrov       | Preslav Balabanov      | Borislav Palashev       |
| 2024  | Yordan Petrov       | Borislav Palashev      | Martin Marinov          |
| 2025  | Vasil Popov         | Martin Marinov         | Borislav Hadzhistoyanov |

### Podiums du contre-la-montre
| Année | Vainqueur               | Deuxième                | Troisième         |
| ----- | ----------------------- | ----------------------- | ----------------- |
| 2006  | Stefan Kushlev          | Bogdan Stoychev         | Petko Atanasov    |
| 2007  | Bogdan Stoychev         | Petar Evstatiev         | Petar Panayotov   |
| 2012  | Radostin Yordanov       | Aleksandar Aleksiev     | Momchil Robov     |
| 2013  | Momchil Robov           |                         | Stanimir Cholakov |
| 2015  | Velizar Furlanski       | Momchil Robov           | Mario Suchev      |
| 2016  | Velizar Furlanski       | Nikolay Genov           | Stanislav Kirov   |
| 2018  | Nikolay Genov           | Yasen Aleksandrov       | Mihail Mihailov   |
| 2019  | Non disputé             |                         |                   |
| 2020  | Martin Popov            | Yasen Aleksandrov       | Georgi Nikolov    |
| 2021  | Petar Dimitrov          | Martin Papanov          | Martin Popov      |
| 2022  | Yordan Petrov           | Petar Dimitrov          | Nikolay Dyankov   |
| 2023  | Yordan Petrov           | Borislav Palashev       | Petar Dimitrov    |
| 2024  | Yordan Petrov           | Borislav Hadzhistoyanov | Borislav Palashev |
| 2025  | Borislav Hadzhistoyanov | Vasiil Popov            | Radostin Zlatev   |

Multi-titrés
- 3 : Yordan Petrov

## Juniors Hommes

### Podiums de la course en ligne
| Année | Vainqueur                 | Deuxième           | Troisième           |
| ----- | ------------------------- | ------------------ | ------------------- |
| 2012  | Damyan Kostadinov         |                    |                     |
| 2014  | Ivan Mukhtarov            | Nikolay Genov      | Stanislav Kirov     |
| 2017  | Martin Papanov            | Petar Stoyanov     | Ioan Kostov         |
| 2018  | Gavrail Stefanov          | Georgi Nikolov     | Ventsislav Venkov   |
| 2019  | Non disputé               |                    |                     |
| 2020  | Lyubomir Ilchev           | Peter Dimitrov     | Deniz Ryustemov     |
| 2021  | Gabriel Grozev            | Simeon Petkov      | Vasil Popov         |
| 2022  | Vasil Popov               | Radostin Zlatev    | Radoslav Grancharov |
| 2023  | Veselin Dimitrov Georgiev | Alexander Stoyanov | Nikola Iliev        |
| 2024  | Nicholas Van der Merwe    | Petar Mateev       | Georgi Radoslavov   |
| 2025  | Nicholas Van der Merwe    | Pavel Dimitrov     | Yordan Petrov       |

### Podiums du contre-la-montre
| Année | Vainqueur                 | Deuxième          | Troisième        |
| ----- | ------------------------- | ----------------- | ---------------- |
| 2012  | Nako Georgiev             |                   |                  |
| 2014  | Nikolay Genov             |                   |                  |
| 2017  | Petar Stoyanov            | Yasen Aleksandrov | Daniel Ivanov    |
| 2018  | Preslav Balabanov         | Gavrail Stefanov  | Ivo Toftef       |
| 2019  | Non disputé               |                   |                  |
| 2020  | Gabriel Grozev            | Petar Dimitrov    | Lyubomir Ilchev  |
| 2021  | Gabriel Grozev            | Daniel Todorov    | Simeon Petkov    |
| 2022  | Veselin Dimitrov Georgiev | Veselin Georgiev  | Daniel Todorov   |
| 2023  | Victor Enev               | Radostin Zlatev   | Veselin Georgiev |
| 2024  | Nicholas Van der Merwe    | Georgi Radoslavov | Georgi Kosanov   |
| 2025  | Nicholas Van der Merwe    | Pavel Dimitrov    | Kosta Binef      |